# انویه
انویه (به ایتالیایی: Envie) یک کومونه در ایتالیا است که در استان کونیو واقع شده‌است.

## خصوصیات
انویه ۲۵٫۱ کیلومترمربع مساحت و ۲٬۰۷۴ نفر جمعیت دارد و ۳۲۷ متر بالاتر از سطح دریا واقع شده‌است.